# 國家人民軍
國家人民軍（德語：Nationale Volksarmee，缩写为）是德意志民主共和國（東德）的武裝力量，由國家人民軍陸軍、人民海军、国家人民军空军及东德边防军所組成，全軍接受德國統一社會黨的領導。

## 構成
國家人民軍在建軍初期由志願者組成，1962年東德改為採取徵兵制後，軍隊的人數擴充至17萬人。如其他社會主義國家一樣，東德執政黨德國統一社會黨對國家人民軍具有一定的影響力，一般的高級軍官大多為該黨黨員。
国家人民军陆军在平时分为第三和第五两个军区，第三军区负责东德南部，第五军区负责东德北部。每个军区拥有1个坦克师、2个摩托化步兵师和2个预备役摩托化步兵师。每个军区在战时组建一个集团军，亦有可能把下属各师交给苏军驻德集群的集团军指挥。东德的动员体制极其高效，预备役部队会在24-48小时内实现完全动员，因而其实与现役部队无异。东德还拥有准军事组织工人阶级战斗队，国家人民军与该武装的联系也很紧密。

## 歷史

### 冷戰時代（1955年－1990年）

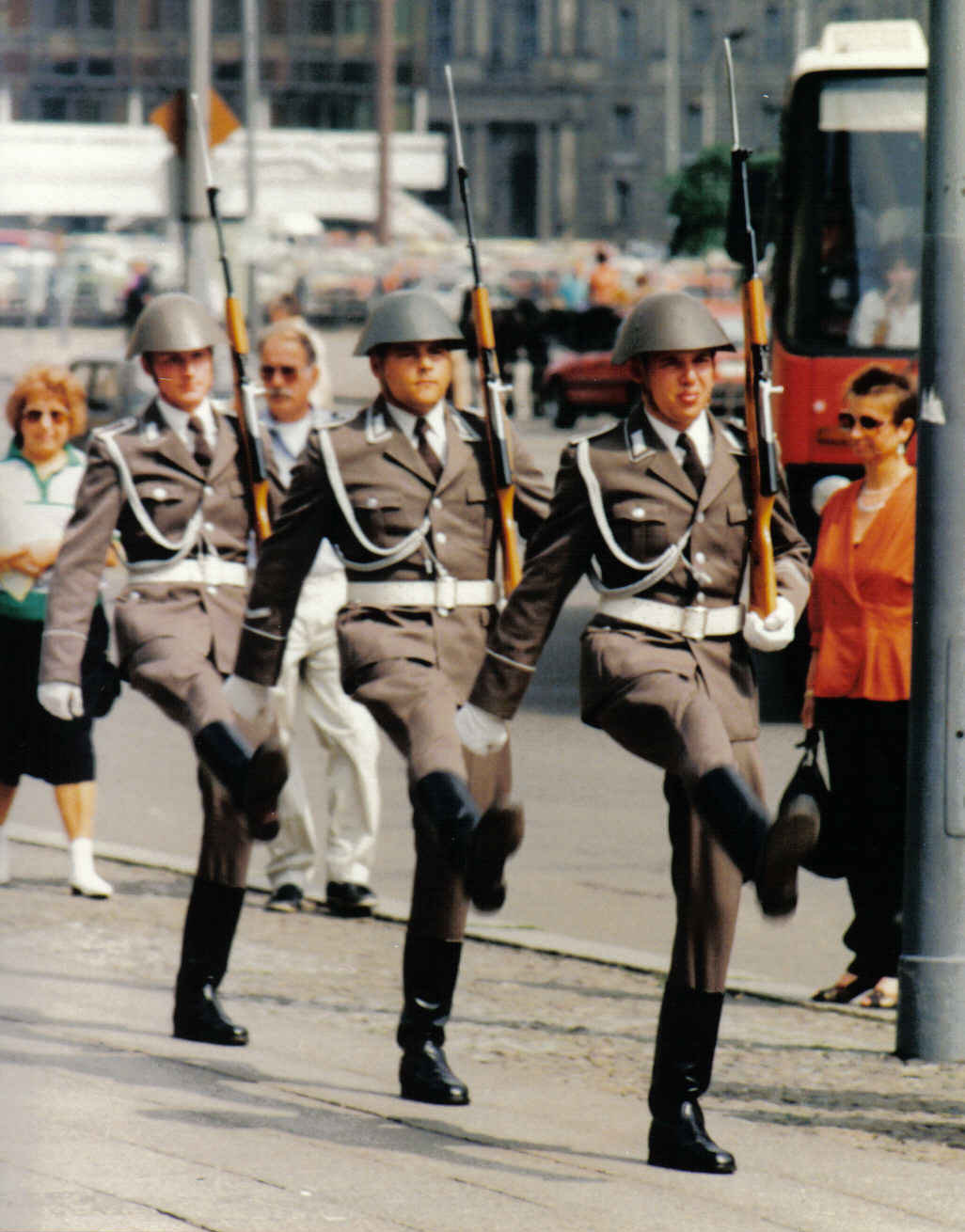
国家人民军弗里德里希·恩格斯弗里德里希·恩格斯警卫团成员在新崗哨門前換崗。

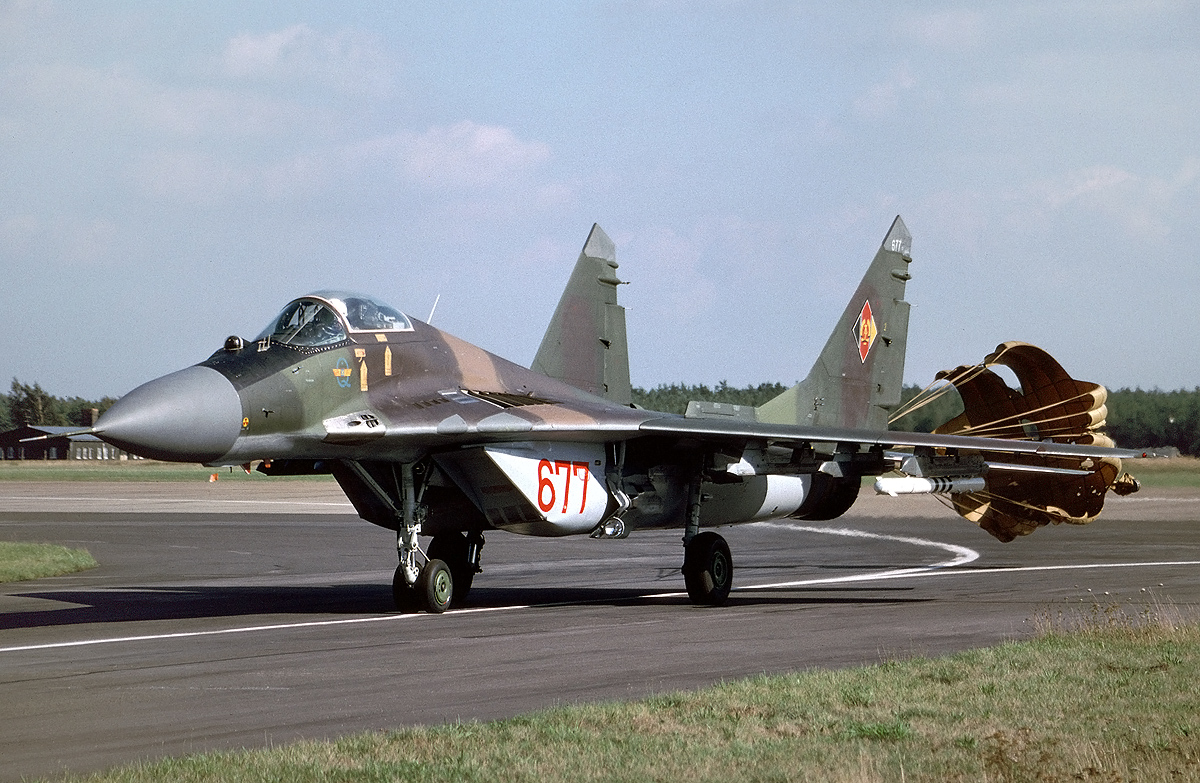
國家人民軍空軍於解散前裝備當時其中一款最先進的武器為蘇制米格-29戰鬥機。

第二次世界大戰後，納粹德國戰敗投降。經過波茨坦會議後，德國被盟國完全解除了武裝，德國不能再次建立任何武裝力量，只獲准建立一支部隊作為邊防守衛之用，而德國的國防事務則由美、英、法、蘇四國負責。
1949年，德國的四個佔領區分別建立了西方民主制度的德意志聯邦共和國（西德）及社会主義制度的德意志民主共和國（東德）兩個國家。此外，自1950年代初韓戰以來，雙方的關係亦日趨緊張。1955年，西德加入北大西洋公約組織，並建立聯邦國防軍後，蘇聯也同其在東歐的附庸國家簽署《華沙公約》，建立華沙公約組織，並建構一支屬於東德的武裝力量，以抵抗來自西方的威脅，并負責看守柏林圍牆。
1956年3月1日，東德的武裝力量正式建立，命名為「國家人民軍」（Nationale Volksarmee），這支軍隊最初主要由蘇聯在二戰時俘虜的前納粹德軍士兵，以及其他志願者所組成。自1961年後，東德政府制定徵兵政策，從自由德国青年团及各級學校中徵召新兵，把軍隊人數大幅擴充，以應付東西方陣營關係緊張所引發的衝突。
1990年9月24日，國家人民軍正式退出華沙公約組織，而東德政府亦於不久後停止運作；10月12日黃昏，國家人民軍於東德某軍營舉行鳴金收兵儀式。在東、西德國旗分別降下及升起後，最後一面軍旗隨即被銷毀，而軍隊亦告解散。

### 兩德統一後（1990年－現今）
1990年10月3日，分裂四十年的德國再次統一，東德併入西德，德國正式統一。因此，東德的國家人民軍部分兵力透過稱為「統合軍隊」（Armee der Einheit）的進程併入德國聯邦國防軍，並成立聯邦德軍東部司令部作為德東地區部隊及軍用設施的指揮單位，其司令約爾格·舍恩博姆陸軍中將則負責協調國家人民軍的解散業務及官兵轉役進入聯邦國防軍的業務。據此，5萬名的舊東德軍人繼續在德軍服役，但不久後退役，只剩下部份軍官繼續留在軍中工作。
自兩德統一後，國家人民軍的裝備大部分被廢棄及拆除，或是变卖到第三世界國家，極少數的裝備（如米格-29战斗机）續留在聯邦國防軍中繼續服役，使德軍成為北約陣營中少數配備華約陣營裝備的軍隊。

## 任務
國家人民軍在整個冷戰時代參加了幾次軍事任務，諸如鎮壓1968年捷克斯洛伐克的布拉格之春民主化運動。另外，自1961年建立柏林圍牆後，隸屬國家人民軍的邊防軍便肩負戍衛東、西柏林邊界的任務。自此之後，不少欲投奔西柏林的東德居民被圍牆哨站的邊防軍士兵所逮捕、槍傷及槍殺。
而作為華沙公約組織的成員國，東德國家人民軍亦需要參加針對西方陣營的軍事任務。如古巴導彈危機時，國家人民軍便開始部署作戰，不過東西方最後達成和解，沒有進行大規模的軍事衝突。

## 战斗序列（1989年）
- 东德第5集团军指挥部 - 新布蘭登堡
  - 第9坦克师 （A级） - 艾格森
    - 第21坦克团
    - 第22坦克团
    - 第23坦克团
    - 第9摩托化步兵团
    - 第9炮兵团
    - 第9防空火箭团
    - 第9侦察营
    - 第9地地导弹营
    - 第9工兵营

  - 第1摩托化步兵师 （A级） - 波茨坦
    - 第1摩托化步兵团
    - 第2摩托化步兵团
    - 第3摩托化步兵团
    - 第1坦克团
    - 第1炮兵团
    - 第1防空火箭团
    - 第1侦察营
    - 第1地地导弹营
    - 第1工兵营

  - 第8摩托化步兵师 （A级） - 什未林
    - 第27摩托化步兵团
    - 第28摩托化步兵团
    - 第29摩托化步兵团
    - 第8坦克团
    - 第8炮兵团
    - 第8防空火箭团
    - 第8侦察营
    - 第8地地导弹营
    - 第8工兵营

  - 第19预备役摩托化步兵师
  - 第20预备役摩托化步兵师
  - 第5导弹旅 - 代门
  - 第5地空导弹旅 - 新勃兰登堡
  - 第34直升机团 - 勃兰登堡
  - 第5工兵旅 - 新勃兰登堡
  - 第5反坦克营 - 新勃兰登堡

- 东德第3集团军指挥部 - 莱比锡
  - 第7坦克师 （A级） - 德累斯顿
    - 第14坦克团 - 施普伦伯格
    - 第15坦克团 - 科特布斯
    - 第16坦克团 - 格洛森海因
    - 第7摩托化步兵团 - 马林伯格
    - 第7炮兵团 - 弗兰肯伯格
    - 第7防空火箭团 - 蔡特海因
    - 第7侦察营 - 德累斯顿
    - 第7地地导弹营 - 蔡特海因
    - 第7工兵营 - 德累斯顿

  - 第4摩托化步兵师 （A级） - 爱尔福特
    - 第4坦克团 - 戈萨
    - 第22摩托化步兵团 - 米尔豪森
    - 第23摩托化步兵团 - 巴特萨尔聪根
    - 第24摩托化步兵团 - 爱尔福特
    - 第4炮兵团 - 爱尔福特
    - 第4防空火箭团 - 爱尔福特
    - 第4侦察营 - 巴特萨尔聪根
    - 第4地地导弹营 - 爱尔福特
    - 第4工兵营 - 爱尔福特
    - 第4反坦克营 - 爱尔福特

  - 第11摩托化步兵师 （A级） - 哈勒
    - 第11坦克团 - 松德斯豪森
    - 第16摩托化步兵团 - 巴特弗兰肯豪森
    - 第17摩托化步兵团 - 哈勒
    - 第18摩托化步兵团 - 威森菲尔斯
    - 第11炮兵团 - 比特菲尔德
    - 第11防空火箭团 - 威森菲尔斯
    - 第11侦察营 - 巴特弗兰肯豪森
    - 第11地地导弹营 - 海姆斯多夫
    - 第11工兵营 - 哈勒
    - 第11反坦克营 - 哈勒

  - 第6预备役摩托化步兵师
  - 第10预备役摩托化步兵师
  - 第17预备役摩托化步兵师
  - 第3导弹旅 - 海姆斯多夫
  - 第3地空导弹旅 - 莱比锡
  - 第57直升机团 - 卑斯波尔
  - 第3工兵旅 - 哈勒
  - 第3反坦克团 - 哈勒

- 东德国家人民军直属：
  -     - 第2近卫摩托化步兵团 （A级）：
    - 第40伞降突击团 （A级） - 勒宁，东德：
    - 1个炮兵团：
    - 5个工兵团：
    - 1个火箭炮营
    - 6个边防团正对北约北方集团军群
    - 6个边防团正对北约中央集团军群
    - 6个边防团正对波兰

- 东德人民空军
  - 第1防空师 - 科特布斯
    - 4个歼击机团（第1、3、7、8）： 45架米格-29，90架米格-23，45架米格-21 （每团45架）
    - 第31防空导弹团
    - 第41防空导弹旅
    - 第51防空导弹旅

  - 第3防空师 - 多伦哈根
    - 2个歼击机团（第2、9）： 45架米格-23，45架米格-21 （每团45架）
    - 第13防空导弹团
    - 第23防空导弹团
    - 第43防空导弹旅
    - 第37歼击轰炸机团

  - 第47战术侦察机中队
  - 第87战术侦察机中队

## 外部連結
- （英文）國家人民軍歷史
- （德文） 國家人民軍資料（页面存档备份，存于）